# Lac Salso
Le lac Salso est un lac des Pouilles appartenant à la province de Foggia. D'une superficie de 550 hectaes, il est alimenté par le Cervaro, près de Manfredonia.

## Historique
Le lac se caractérise par ses eaux douces, dont la profondeur peut atteindre 2 m. La zone était autrefois connue sous le nom de Daunia Risi, en raison du projet promu par l'entrepreneur bolonais Gianvittorio Nuccorini, partiellement réalisé, de la transformer en rizière et en réserve de chasse. 
En 1999, le Parc national du Gargano a récupéré la zone et l'a baptisée Oasis du lac Salso, aujourd'hui une réserve naturelle gérée par le WWF Italie.
Le lac Salso, qui à l'origine s'étendait sur environ 4 000 ha, était alimenté par des canaux venant du Candelaro et du Cervaro et, dans les années 1950, le Consortium a construit les réservoirs de recharge. 
Les zones humides du Capitanata ont subi des changements structurels et une réhabilitation de la zone a aussi modifié la biodiversité.

## Aire protégée
L'Oasi Lago Salso est géré conjointement par le Parc national du Gargano et l'organisation à but non lucratif Centro Studi Naturalistici - Pro Natura.